# Chiesa di Santa Maria del Buon Consiglio (Milano)
La chiesa di Santa Maria del Buon Consiglio è la parrocchiale della Bovisa, quartiere di Milano, in città metropolitana e arcidiocesi di Milano; fa parte del decanato di Affori. 
L'edificio è posto in via Ricotti, 10.

## Storia
La prima parrocchiale della Bovisa risalente al 1724 venne edificata dai padri barnabiti e dedicata alla Santissima Maria Aracoeli, era posta in via Varè, 15. Fu demolita nel 1960 dall'allora parroco don Antonio Malberti.
L'attuale parrocchiale venne edificata tra il 1911 ed il 1917 su progetto dell'architetto ingegnere sacerdote Spirito Maria Chiappetta, il progetto di completamento della facciata è dell'architetto Luigi Brambilla, in purissimo stile gotico lombardo.
Il 2 dicembre 1917 alle 13:00 venne consacrata dal cardinale Andrea Carlo Ferrari e l'8 dicembre successivo venne celebrata la prima messa dal prevosto don Alessandro Santambrogio accompagnato dalla musica scelta dalla scuola cantorum di Santa Maria Incoronata in Milano.
Nel 1920 fu realizzato l'altare maggiore in marmi policromi, completato nel 1935 con una elegante spalliera a traforo ed una bella cupola gotica sostenuta da 6 colonne. Nel 1928 viene consacrata la cappella dedicata alla Madonna di Caravaggio. Nel 1932 viene eretta la cappella del Santissimo Crocifisso e di San Giuda Taddeo (ora cappella dei defunti) e la cappella dei Santi Carlo e Luigi.
Tra il 27 e 28 ottobre 1935 l'arcivescovo cardinale Ildefonso Schuster consacrò la chiesa al culto di Dio con le reliquie da deporre nel sepolcreto del nuovo altare maggiore: quelle dei santi martiri Sisinio, Martirio e Alessandro.
Nel 1936 viene demolito totalmente il campanile. Durante la seconda guerra mondiale il 24 ottobre 1942, il 14 e 15 febbraio 1943 la chiesa subì seri danni per tre bombardamenti. Nel 1950 viene inaugurata la grotta della Madonna di Lourdes, realizzata nel cortile laterale sinistro della chiesa. Nel 1993 venne collocato e inaugurato il nuovo organo Tamburini.
La chiesa nel 1930 passò alla Porta Urbana V di Milano, nel 1972 fu inserita nel decanato di Dergano, alla soppressione del quale, avvenuta nel 1974, entrò a far parte del decanato di Affori, al quale è tuttora aggregata.

## Descrizione

### Esterno
La chiesa, orientata est-ovest, ha un impianto longitudinale a tre navate con tre cappelle poligonali per lato. Il transetto è contenuto nella larghezza delle navate laterali, ma mantiene l'altezza di quella centrale. Il campanile di impianto poligonale è addossato al lato sinistro del presbiterio in contiguità con la cappella del Santissimo Sacramento; sul lato opposto del presbiterio si trova la sacrestia. La facciata principale a salienti è sopraelevata rispetto al piano stradale da una gradinata in pietra e presenta tre portali con lunette ad arco ogivale mosaicate. Le tre aperture e le aggettanti paraste in muratura sottolineano la suddivisione interna degli spazi. Nella parte centrale della facciata sono presenti aperture monofore ad arco acuto che nella porzione centrale seguono l'andamento a capanna della facciata. Tutti i paramenti esterni sono in laterizio con zoccolatura ed alcune modanature in pietra ad eccezione del campanile con rivestimento esterno interamente in materiale lapideo. La copertura a falde inclinate del tetto ha struttura lignea e manto in coppi.

### Interno
L'ambiente interno è coperto da strutture voltate con nervature a carattere decorativo sorrette nella navata centrale da pilastri poligonali tortili in cemento. La zona presbiteriale e le cappelle laterali, di impianto poligonale estradossato, sono anch'esse coperte da volte nervate (a padiglione lunettate). 
Nell'abside, a pavimento, si trova l'organo a canne, costruito dalla ditta Tamburini nel 1992-1993 e ampliato nel 2014 da Saverio Anselmi Tamburini e una seconda volta nel 2021-2022 da Pietro Corna. A trasmissione elettrica, dispone di 31 registri (dei quali 24 reali) su due manuali e pedale.